# Witalij Łyscow
Witalij Aleksandrowicz Łyscow (ros. Виталий Александрович Лысцов, ur. 11 lipca 1995 w Woroneżu) – rosyjski piłkarz grający na pozycji obrońcy w rosyjskim klubie Achmat Grozny, do którego jest wypożyczony z Lokomotiwu Moskwa.

## Sukcesy

### Klubowe
Lokomotiw Moskwa
- Zdobywca Pucharu Rosji: 2020/21
- Finalista Superpucharu Rosji: 2020